# Maraton v Skopju
Maraton v Skopju (makedonsko Скопски маратон), tudi Skopski maraton, je vsakoletni maraton, ki poteka v mesecu maju v Skopju v Severni Makedoniji. Velja za enega bolj obiskanih vsakoletnih športnih dogodkov v državi. 
Prva maratonska tekma v Skopju je bila organizirana leta 1997, vendar je organizacija zmogla le dve zaporedni leti, a nato kljub entuziazmu pokleknila zaradi finančnih težav. Po devetih letih premora so leta 2007 dogodek obudili kot polmaraton na razdalji 21 km, nato pa v celoti leta 2008, ko so tekli polmaraton, maraton in dobrodelni tek na 5000 m. Oživitev je spodbudil Erwan Fouéré, posebni predstavnik Evropske unije za državo.
Skopski maraton se je leta 2012 uvrstil na seznam kvalifikacijskih dirk maratona za olimpijske igre v Londonu.  Od leta 2009 je član Združenja mednarodnih maratonov in tekem na dolge proge (AIMS).

## Pretekli zmagovalci
|     | Leto | Zmagovalec moški                                  | Država                                            | Čas                                               | Zmagovalka                                        | Država                                            | Čas                                               |
| --- | ---- | ------------------------------------------------- | ------------------------------------------------- | ------------------------------------------------- | ------------------------------------------------- | ------------------------------------------------- | ------------------------------------------------- |
| 11. | 2019 | Tiruneh Chalachev                                 | Etiopija                                          | 2:15:37                                           | Eunice Muchiri                                    | Kenija                                            | 2:33:37                                           |
| 10. | 2018 | Evans Biwott                                      | Kenija                                            | 2:14:08                                           | Jedidah Karungu                                   | Kenija                                            | 2:51:24                                           |
| 9.  | 2017 | Kiprotich Kirui                                   | Kenija                                            | 2:12:59                                           | Stella Barsosio                                   | Kenija                                            | 2:33:42                                           |
| 8.  | 2016 | Kiprotich Kirui                                   | Kenija                                            | 2:12:36                                           | Gladys Biwott                                     | Kenija                                            | 2:40:10                                           |
| –   | 2015 | Opuščena organizacija zaradi varnostnih razlogov. | Opuščena organizacija zaradi varnostnih razlogov. | Opuščena organizacija zaradi varnostnih razlogov. | Opuščena organizacija zaradi varnostnih razlogov. | Opuščena organizacija zaradi varnostnih razlogov. | Opuščena organizacija zaradi varnostnih razlogov. |
| 7.  | 2014 | Emmanuel Samal                                    | Kenija                                            | 2:14:26                                           | Lucy Murigi                                       | Kenija                                            | 2:37:47                                           |
| 6.  | 2013 | Wycliffe Biwott                                   | Kenija                                            | 2:21:56                                           | Caroline Kipruto                                  | Kenija                                            | 2:48:39                                           |
| 5.  | 2012 | Patrick Wambugu                                   | Kenija                                            | 2:26:41                                           | Cecilia Wangui                                    | Kenija                                            | 2:54:56                                           |
| 4.  | 2011 | Dickson Terer                                     | Kenija                                            | 2:23:51                                           | Cecilia Wangui                                    | Kenija                                            | 2:50:06                                           |
| 3.  | 2010 | Tamás Tóth                                        | Madžarska                                         | 2:28:56                                           | Lucia Kimani                                      | Bosna in Hercegovina                              | 2:55:56                                           |
| 2.  | 2009 | Sreten Ninković                                   | Srbija                                            | 2:29:07                                           | Marija Vrajić                                     | Hrvaška                                           | 2:56:15                                           |
| 1.  | 2008 | Roman Prodius                                     | Moldavija                                         | 2:29:26                                           | Lidija Mikloš                                     | Črna gora                                         | 3:19:34                                           |